# Camere van Rhetorica Sint Jan ten Steene
Camere van Rhetorica Sint Jan ten Steene is een toneelvereniging uit Zeeuws-Vlaanderen. De vereniging werd opgericht op 17 november 1917 en vierde in 2012 haar 95-jarig bestaan. De vereniging werd opgericht onder de naam Rooms Katholieke Propagandaclub Sint Petrus en Paulus en was een afdeling van de Rooms Katholieke Staatspartij. Het doel was om door middel van toneelspelen geldelijke steun te verlenen aan de partij. Voorzitter in die beginperiode was Lambert Lockefeer. Andere belangrijke leden waren Albert Lockefeer, de latere burgemeester van Hulst en Louis Lockefeer, die later bekendheid kreeg als regisseur en toneelschrijver.
De club nam in 1925 afstand van de politiek en ging verder onder de naam Sint Jan. De voorzitter in die periode was Jos Everaard. De periode tot 1940 was voor Sint Jan ongetwijfeld een bloeiperiode. 
Er werd in 1959 een aparte jeugdafdeling opgericht. In 1961 werd de vereniging verheven tot Camere van Rhetorica. Dit gebeurde op voordracht van de concurrent, De Transfiguratie uit Hulst, op grond van verdiensten voor het toneel. De club nam de originele naam van Sint Jan ten Steene aan. Als kenmerk koos men 'Zonder Blaam' van de Vylains, vrijheren van Sint Jan ten Steene. Door de status van Camere heette de voorzitter voortaan hoofdman, de secretaris griffier, de penningmeester fiscaal en het bestuur werd 'de eed' genoemd.
In het verleden heeft de vereniging heel wat bekende regisseurs en andere medewerkers gekend, zoals BRT grimeur Raymond de Roeck, kunstschilder Hugo Metsers en de Vlaamse actrice Danni Heylen. Maar ook acteur Erik Verschueren, Piet Verwer, Antoon Mertens, Marcel van Roey en Cor Verdonschot hebben hun medewerking verleend aan de vereniging. 
Sinds 2012 is Christian Mac Taggart regisseuse, die over 35 jaar toneelervaring beschikt.
Sint Jan ten Steene heeft meer dan 120 toneelstukken opgevoerd in de afgelopen 90 jaar, o.a. De Meid en Op Hoop van Zegen van Herman Heijermans, De Ingebeelde Zieke van Molière, Waar de Ster bleef Stille Staan van Felix Timmermans, De Getemde Feeks van William Shakespeare en La Mama van André Roussin.